# 鶯歌陶瓷老街

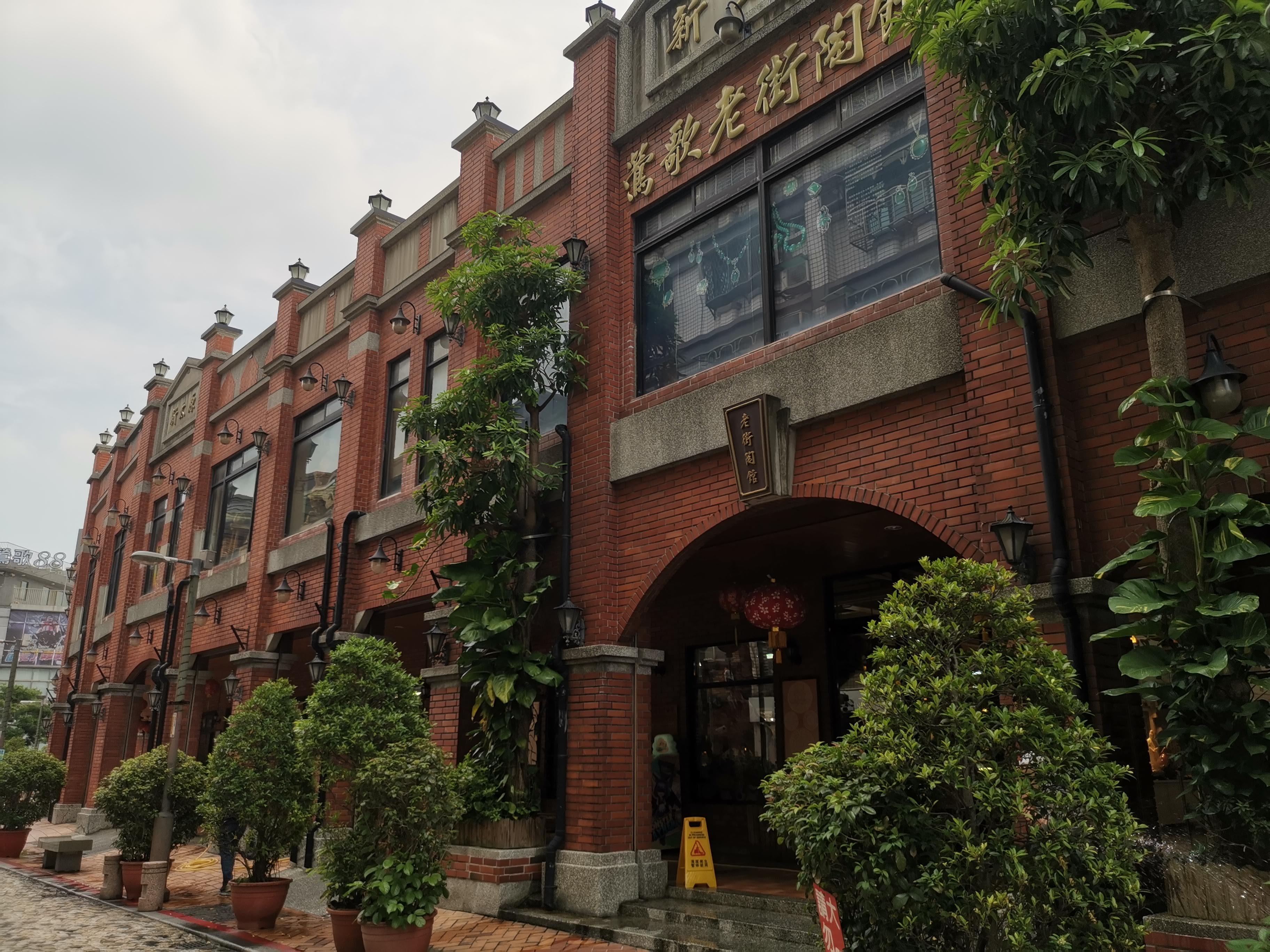
鶯歌陶瓷老街

鶯歌陶瓷老街所指的是位於新北市鶯歌區上，以陶瓷業為主要商業活動的區域。最早聚集於文化路以及尖山埔路，現今則包含了尖山埔路、重慶街、育英街等，由於鶯歌陶瓷產業已經相當發達，也具全國、甚至國際性知名度，已演化為具陶瓷業商業活動及觀光景點兼具的區域。特色商品有：日用陶瓷、生活陶瓷、藝術陶瓷精品、茶具、爐鍋具、餐具、花瓶、飾品。

## 概述
早期的鶯歌陶瓷老街，四處可見燒窯工廠、陶瓷工廠；但1990年代後逐漸受到現代陶藝的影響，具有藝術價值的新式陶瓷作品快速增加，遂漸轉型為現今風貌；台北縣政府在此進行老街再造工程後，更成為新北市新興觀光景點。
鶯歌區為臺灣北部著名的「陶都」，加上週邊有新北市立鶯歌陶瓷博物館的設置，更加貼近陶都之名稱。亦有業者逐漸轉型作為體驗活動，除了傳統的買陶、看陶，亦可以自己親自動手設計陶、作陶，加深消費者對於陶的印象。老街也有陶笛專賣店進駐。
為振興老街產業由新北市政府經發局舉辦的鶯歌嘉年華。
鶯歌區具有24條步道，其步道中有連接至廟宇，包含碧龍宮、孫臏廟等；碧龍宮每年廟慶大拜拜吸引許多香客前往，而孫臏廟則是吸引許多法律界人士前往。此外，街上亦有重慶街隧道窯以及眾多陶瓷店。

## 周邊觀光資源
- 鶯歌石
- 鶯歌碧龍宮（又稱龜公廟）
- 鶯歌陶瓷博物館
- 三鶯藝術村
- 鶯歌老街
- 鶯歌陶瓷工藝園區
- 鶯歌彩繪牆
- 臺華窯
- 宏德宮
- 渡船頭
- 古煙囪
- 二坑隧道

## 外部連結
- 鶯歌老街-新北市政府經濟發展局 （页面存档备份，存于）